# Baía de Chaleurs

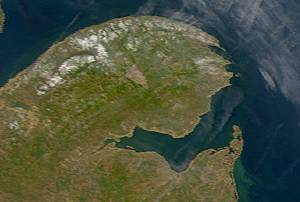
Baía de Chaleurs

A baía de Chaleurs (em francês:  Baie des Chaleurs, que significa "baía dos Calores") é uma pequena baía no golfo de São Lourenço, a sul da península de Gaspé e a norte de Nova Brunswick. O nome foi dado pelo explorador francês Jacques Cartier devido à bruma que a recobria aquando da descoberta, e que lhe deu a impressão que a água seria quente. Os Micmacs chamam à baía "Mowebaktabaak", "grande baía".